# Nativo digitale
Un nativo digitale (o in inglese digital native) è un individuo nato in un'epoca in cui la tecnologia digitale (con particolare riferimento ai personal computer e ad Internet) era già diffusa, e quindi ha potuto apprenderne l'utilizzo fin dall'infanzia.

## Caratteristiche e aspetti
Secondo la prima definizione, i nativi digitali nascerebbero con la diffusione di massa dei PC a interfaccia grafica nel 1985 e dei sistemi operativi a finestre nel 1993. Il nativo digitale crescerebbe in una società multischermo e considererebbe le tecnologie come un elemento naturale, non provando alcun disagio nel manipolarle e interagire con esse.
Per contro l'espressione immigrato digitale si applicherebbe a una persona che è cresciuta prima delle tecnologie digitali e le ha adottate in un secondo tempo. Una terza figura sarebbe invece quella del tardivo digitale, una persona cresciuta senza tecnologia e che la guarda tutt'oggi con diffidenza.
Una delle differenziazioni tra questi soggetti è il diverso approccio mentale che hanno verso le nuove tecnologie: ad esempio, un nativo digitale parlerebbe della sua nuova macchina fotografica (senza definirne la tipologia tecnologica) mentre un immigrato digitale parlerebbe della sua nuova macchina fotografica digitale, in contrapposizione alla macchina fotografica con pellicola chimica utilizzata in precedenza.
Il dibattito sull'opportunità di continuare ad usare questa terminologia è stato piuttosto ampio: non tutti sono d'accordo con questa terminologia e con le ipotesi soggiacenti. Per esempio non tutti concordano sul fatto che i bambini ed i giovani (che sono per la loro età nativi digitali) abbiano una maggior dimestichezza con la tecnologia a differenza degli adulti che sarebbero più maldestri.
In diversi studi è stato messo in evidenza solamente che i più giovani mostrano capacità superiori alla popolazione adulta limitatamente alla parte più operativa dell'uso del web e sono invece molto carenti nella sua consapevolezza critica come la valutazione delle informazioni, la capacità di prevedere le conseguenze delle pratiche online e di capirne i meccanismi commerciali sottostanti. Inoltre, la permanenza online potrebbe non avere conseguenze positive sul loro apprendimento. Un'ulteriore dimensione di fragilità digitale dei giovani è poi quella relativa alla gestione della “sovrabbondanza comunicativa”, ovvero la capacità di gestire strategicamente le infinite opzioni comunicative che la rete offre. 
Si deve giustamente ricordare che l'universo digitale è stato creato da quelli che Prensky definisce immigrati digitali.
Nativo digitale è un'espressione coniata da Marc Prensky nel suo articolo Digital Natives, Digital Immigrants, pubblicato nel 2001, è diffusa in Italia dal saggio Nativi digitali (2011) di Paolo Ferri. Il termine è stato più volte rivisto dallo stesso autore ed è stato oggetto di diverse critiche
, soprattutto perché nessuna delle proposte di Prensky è stata supportata da dati scientifici. Nella sua prima stesura il termine identifica una persona che è cresciuta con le tecnologie digitali come i computer, Internet, telefoni cellulari e MP3 facendo riferimento alle persone nate (negli USA) dal 1990 come nuovo gruppo di studenti che accede al sistema dell'educazione. Per contro chi non è nativo digitale ma utilizza le tecnologie sarebbe un immigrato digitale. Negli anni successivi, per rispondere alle diverse critiche che mettevano in evidenza il fatto che i più giovani non presentavano tutti diffuse competenze digitali, lo stesso Prensky ha proposto il concetto di saggezza digitale e ultimamente quello di residente digitale e visitatore digitale.
In terminologia, coloro i quali sono critici circa le categorie di "nativi digitali" e "immigrati digitali" vengono chiamati "gli scettici della Net Generation" ("Net Gen Skeptic").

## Generazione Google
Con generazione google vengono definiti i rappresentanti più giovani (nati dopo il 1990) dei nativi digitali, cresciuti in un mondo pervaso dai media digitali e prendono il nome dal motore di ricerca Google, entrato in funzione nel 1998.
Nel 2007 ricercatrici della British Library di Londra hanno indagato sul tipo di ricerca di informazioni compiuto dagli utenti della biblioteca in relazione all'età sfatando alcuni luoghi comuni su questa generazione: che imparano a usare il computer senza sforzo e per tentativi, che tengono in maggior conto le opinioni dei coetanei piuttosto che dei maestri, che siano esperti nella ricerca di informazioni; a conclusione dello studio le ricercatrici rinominano la generazione: generazione copia e incolla.